# Moto Laverda
Laverda (Moto Laverda S.A.S. – Dottore Francesco Laverda e fratelli) je bil italijanski proizvajalec visokosposobnih motornih koles. 
Zametki podjetja segajo v leta 1873, ko je Pietro Laverda (1845-1930) ustanovil podjetje Laverda S.p.A. za proizvodnjo kmetijskih strojev. Okrog 75 let kasneje je njegov vnuk Franceso ustanovil podjetje Moto Laverda S.A.S. – Dottore Francesco Laverda e fratelli. 
Danes je Laverda podružnica od Piaggia.

## Bilbiografija
- "Laverda - Twins and Triples", Mick Walker, 1999, The Crowwood Press Ltd.,  ISBN 1-86126-220-5
- "Laverda Twin & Triple Repair & Tune-up Guide", Tim Parker, Ampersand Press, ISBN 0-906613-00-0
- "Laverda", Raymond Ainscoe with Tim Parker, Osprey Publishing, ISBN 1-85532-183-1
- "SFC 750", Tim Isles & Marnix van der Schalk, privately published
- "Legendary Laverda 1949-1989", Jean-Louis Olive and Stephen Battisson, ETAI, ISBN 978-2-7268-8702-8